# Лисиця (група родів)

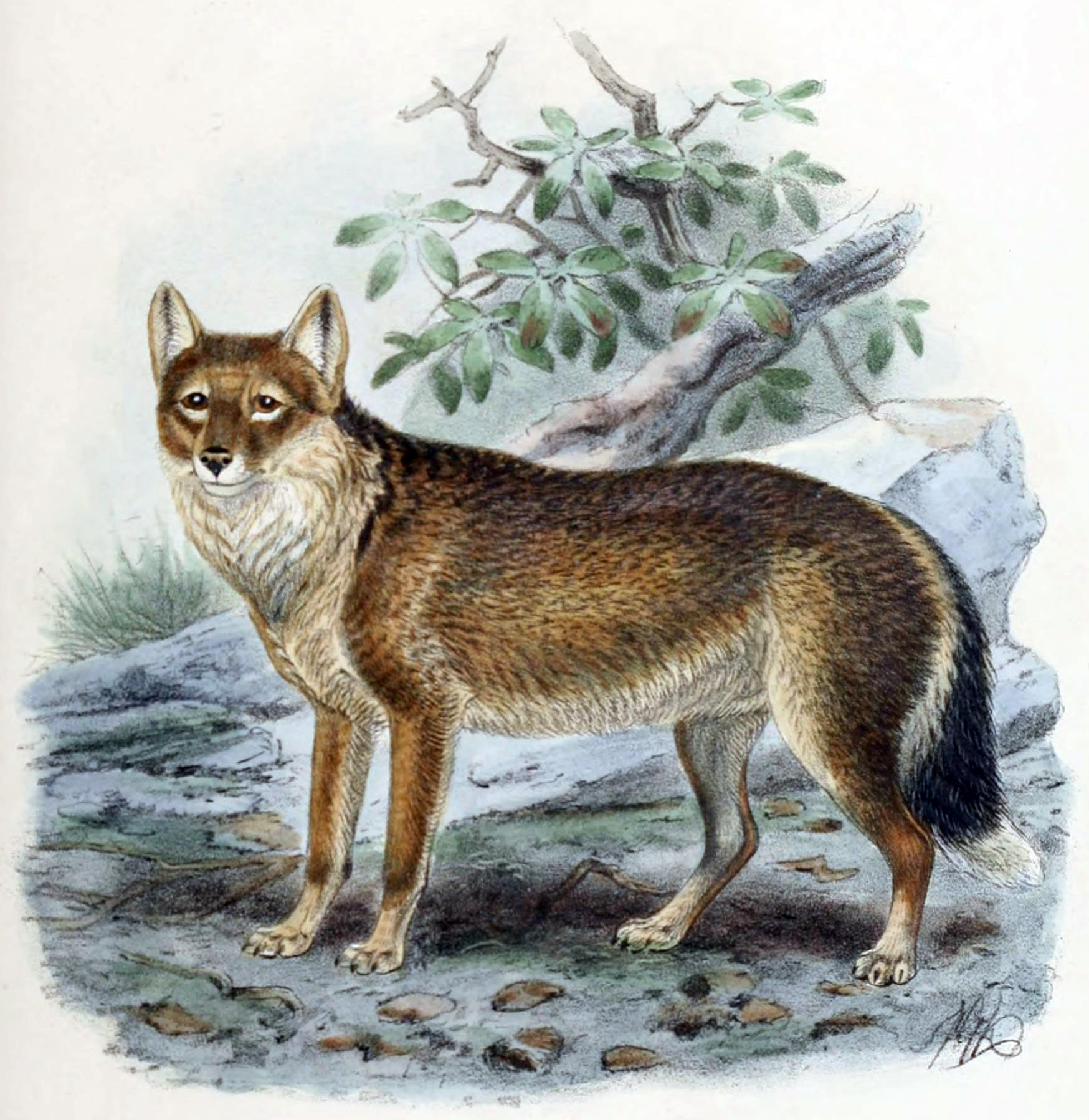
«фолклендський вовк» — схожість з власне лисицею доволі умовна

Лис, або лиси́ця — загальна назва деяких видів ссавців родини псових, зовні схожих на лисицю (лат. Vulpes): довга вузька морда, руде довге хутро й пухнастий хвіст.
«Лисиці» зустрічаються в фольклорі багатьох народів по всьому світу.
Строго зіставити значення терміна «лисиця» із множиною зоологічних видів неможливо. «Лисицями» найчастіше називають таких хижих:
- рід Лисиця — Vulpes
- рід Песець, або «полярна лисиця» — Alopex
- рід Сіра лисиця — Urocyon
- рід Фолклендський вовк, або фолклендська лисиця — Dusicyon
- рід Майконг, або «лисиця-крабоїд» — Cerdocyon
- рід Ателоцин, або «мала лисиця» — Atelocynus
- рід Зорро, або «південноамериканська лисиця» — Lycalopex, або Pseudalopex
- рід Отоцион, або «вухата лисиця» — Otocyon